# Boç

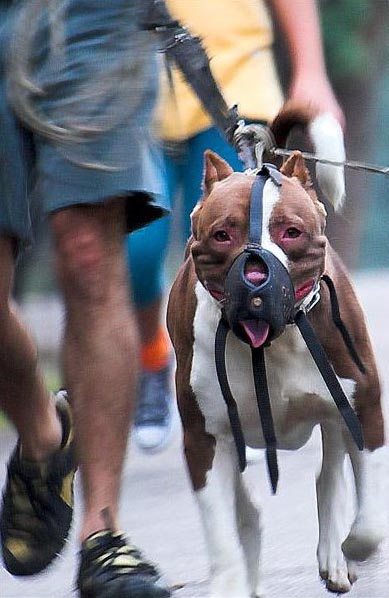
Pit bull amb boç de passejada.

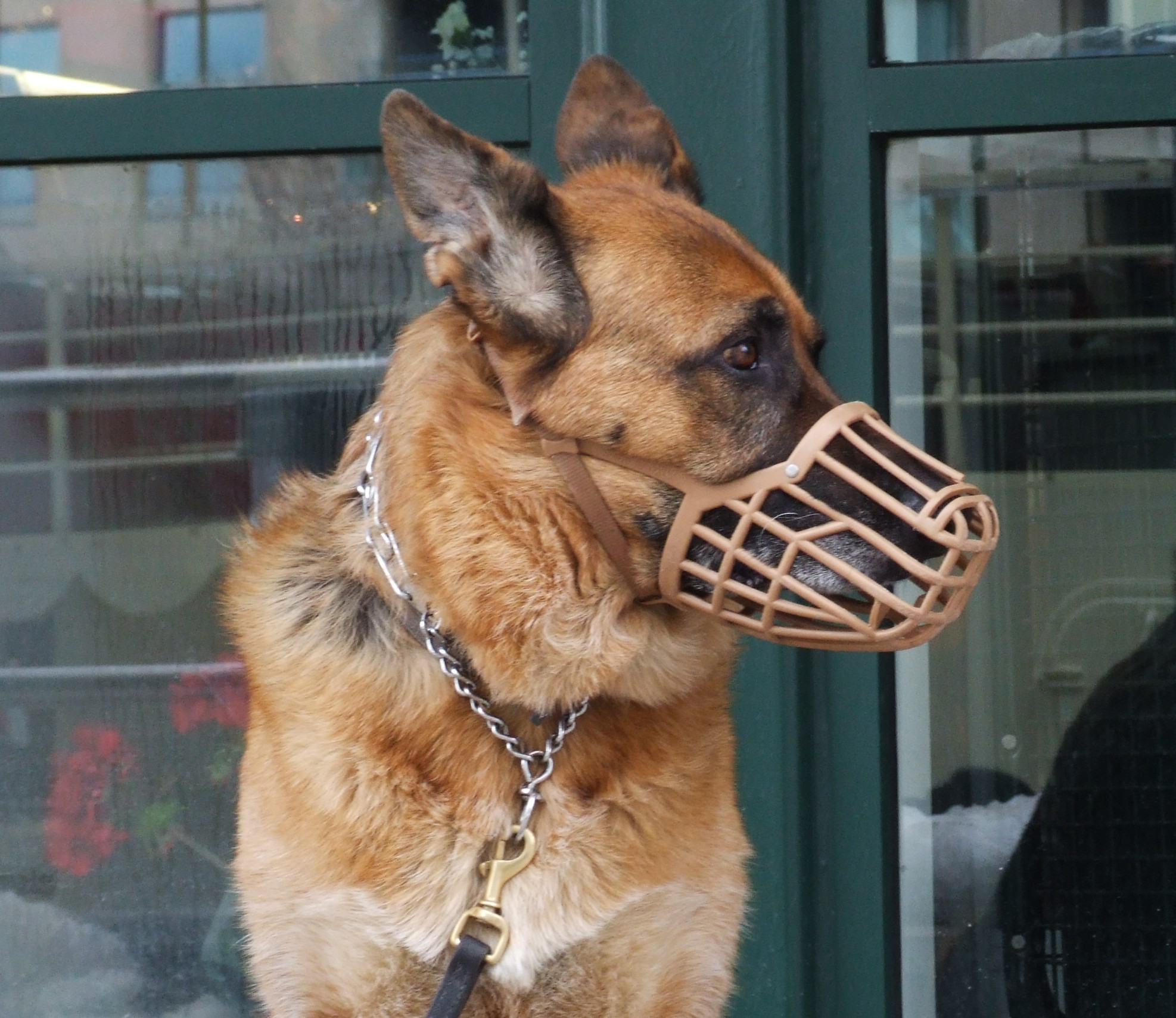
Gos amb morral.

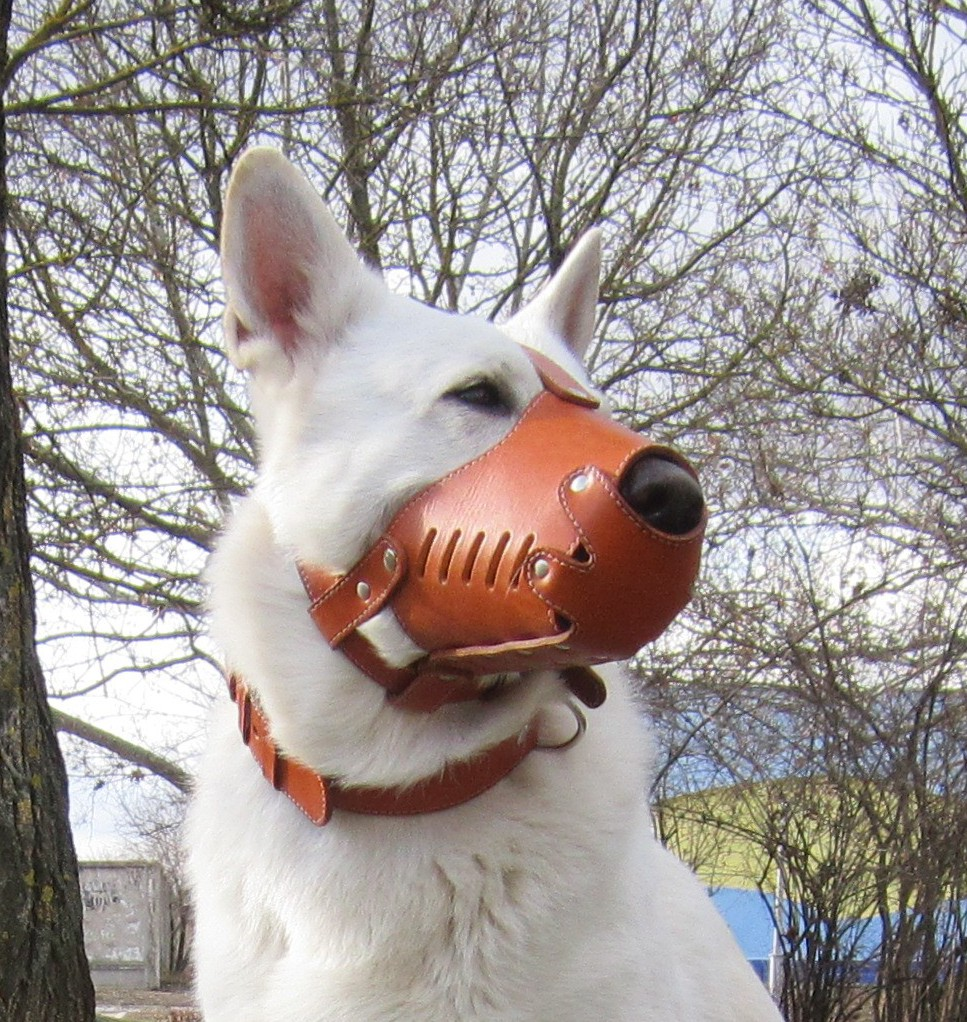
Un gos amb un morrió de cuir.

El boç, morrió o morral és un utensili que s'utilitza per a cobrir el musell d'un animal amb la fi que aquest no pugui menjar o mossegar.

## Descripció
El morrió consisteix en una estructura de cuir, plàstic o metall que s'adapta al musell de l'animal al qual es fixa per una cinta que passa per darrere del cap. El morrió s'ajusta al musell per tal d'impedir que l'animal obri la boca però és prou obert per permetre-li de respirar.

## Usos
Els morrions s'usen en diferents situacions: 
- En els animals de càrrega quan treballen en el camp per a evitar que s'aturin a menjar.
- S'usa sovint en les curses de cavalls.
- Per raons de seguretat, es posen als cans considerats agressius quan es treuen a passejar.

## Normativa
L'ús de boç és obligatori en les races considerades com potencialment perilloses sempre que el gos es trobi en un espai públic. Aquestes races, segons estableix la llei, són les següents:
- American Staffordshire Terrier
- Rottweiler
- Pit Bull Terrier
- Staffordshire Bull Terrier
- Dog argentí
- Akita Inu
- Tussi Inu
- Mastí brasiler

En altres races de gossos l'ús de boç també és obligatori en certes situacions, com, per exemple, per a viatjar amb aquest en metro o tren en el cas de les ciutats i països que ho permeten (tret que el gos sigui molt petit i pugui anar en un traspontí).

## Menes
Els morrions metàl·lics ja existien en temps dels romans.